# Richard Wordsworth
Richard Wordsworth, all'anagrafe Richard Curwen Wordsworth (Halesowen, 19 gennaio 1915 – Kendal, 21 novembre 1993), è stato un attore inglese.
Pronipote del poeta William Wordsworth, fu interprete teatrale e cinematografico.

## Filmografia parziale
- L'astronave atomica del dottor Quatermass (The Quatermass Xperiment), regia di Val Guest (1955)
- L'uomo che sapeva troppo (The Man Who Knew Too Much), regia di Alfred Hitchcock (1956), non accreditato
- L'alibi dell'ultima ora (Time Without Pity), regia di Joseph Losey (1957)
- L'isola dei disperati (The Camp on Blood Island), regia di Val Guest (1958)
- La vendetta di Frankenstein (The Revenge of Frankenstein), regia di Terence Fisher (1958)
- L'implacabile condanna (The Curse of the Werewolf), regia di Terence Fisher (1961)
- Song of Norway, regia di Andrew L. Stone (1970)